# Acamptopoeum columbiense
Acamptopoeum columbiense är en biart som beskrevs av Shinn 1965. Acamptopoeum columbiense ingår i släktet Acamptopoeum och familjen grävbin. Inga underarter finns listade i Catalogue of Life.